# دالدیکان
دالدیکان (به لاتین: Daldykan) یک رود در روسیه است که در سرزمین کراسنویارسک واقع شده‌است.